# 30830 Ян
30830 Ян (30830 Jahn) — астероїд головного поясу, відкритий 14 жовтня 1990 року.
Тіссеранів параметр щодо Юпітера — 3,516.